# Лејрвик (Хордаланд)
Лејрвик (норв. Leirvik) је град у Норвешкој. Град је у оквиру покрајине Западне Норвешке и други је по величини и значају град округа Хордаланд. Лејрвик је седиште општине Сторд.

## Географија
Град Лејрвик се налази у југозападном делу Норвешке. Од главног града Осла град је удаљен 480 km југозападно од града.
Лејрвик се налази на југозападној обали Скандинавског полуострва. Град се развио на острву Сторд. Изнад града се издижу планине. Сходно томе, надморска висина града иде од 0 до 60 м надморске висине.

## Историја
Први трагови насељавања на месту данашњег Лејрвика јављају се у доба праисторије. Лејрвик је стекао градска права 1997. године.
Током петогодишње окупације Норвешке (1940—45) од стране Трећег рајха Лејрвик и његово становништво нису значајније страдали.

## Становништво
Данас Лејрвик са предграђима има око 12 хиљада у градским границама, односно око 17 хиљада у оквиру општине. Последњих година број становника у граду се повећава по годишњој стопи од 0,5%.

## Привреда
Привреда Лејрвика се традиционално заснива на поморству и индустрији. Последњих година значај туризма, трговине, пословања и услуга је све већи.